# علم جمهورية أرمينيا الاشتراكية السوفيتية
علم جمهورية أرمينيا الاشتراكية السوفيتية (بالأرمنية: ՀԽՍՀ դրոշ)، هو العلم الرسمي لجمهورية أرمينيا الاشتراكية السوفيتية؛ ضمن جمهوريات الاتحاد السوفيتي، منذ 17 ديسمبر 1952، حتى 24 أغسطس 1990؛ قبيل تفكك الاتحاد السوفيتي.

## تاريخ
المادة 167 من دستور أرمينيا (1978) ذكرت وصف العلم:
في 29 أبريل 1981، صدر القانون الخاص بعلم جمهورية أرمينيا الاشتراكية السوفيتية، والذي يقدم وصفاً مفصلاً للعلم:

## معرض الصور

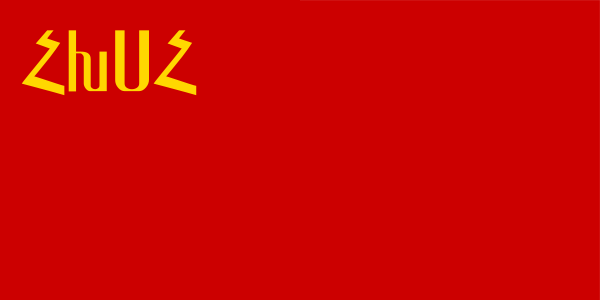
1920—1922
فبراير - مارس 1922
1936—1940
1940—1952
1952—1990